# 이마이 아사미
이마이 아사미(일본어: 今井 麻美 いまい あさみ[*] 1977년 5월 16일 - )는 일본의 성우, 무대 여배우, 나레이터, 가수이다. EARLY WING 소속이다.
야마구치현 토쿠야마 시(현 : 슈난시) 출신이지만 태생은 도쿄도 초등학교 2학년 때에 도쿄 도 시부야구에서 야마구치 현 토쿠야마 시로 이사했다 별명은 본인이 명명한 「아사밍고스」며 생략해 「밍고스」라고 불린다(이마이 자신도 일인칭으로 사용하고 있다). 또한 Web 라디오 「블루라지」에서 같은 퍼스널리티인 스기타 토모카즈가 「이마진」이라는 별명을 붙였다.
대표작으로는 「라임색 전기담X」(나오에 슈로 역) 「STEINS;GATE」(마키세 크리스 역) 「마호로매틱」(안도 씨 역) 「은장기공 오디안」(카미즈키 나오 역) 「신백설공주 전설 프리티아」(에이코 역) 게임 「THE IDOLM@STER」(키사라기 치하야 역) 등이 있다.

## 약력
- 야마구치 현립 토쿠야마 고등학교 졸업 메이지 대학 문학부 문학과(연극학 전공) 졸업
- 1998년 대학 재학 중에 에닉스 애니메이션 대상 성우 부문 오디션에서 대상을 수상
- 1999년 발매한 드라마 CD 「각의 대지」에서 성우 데뷔
- 2001년 「토모카즈·미키의 라디오 빅뱅」의 제1기 BGP로 선택된다.
- 2007년 4월 5일 아트비전을 퇴소해 프리가 된다[3]. 7월, 칼레이도스코프에 소속된다[4].
- 2009년 4월 22일 자기 명의의 음악 활동으로서 「Day by Day/Shining Blue Rain」로 메이저 데뷔. 12월 1일, EARLY WING에 소속된다[5].
- 2010년 12월 25일 첫 솔로 라이브 공연을 실시한다.

## 인물

### 성우·예능 활동
역할로서는 「축복의 캄파넬라」의 첼시·아콧트와 같이 대범하고 의젓한 여성을 주로 연기하지만 신비한 역할이나 성실한 여성의 역도 연기한다. 또 「NEEDLESS」의 소르바나 「코프스 파티 블러드 커버 리피티드 피어」의 시노자키 아유미와 같이 내면에 광기나 흉포성을 숨긴 이면성의 캐릭터도 해내고 있다. 같은 사무소 소속인 키타무라 에리와 보컬 유닛 「ARTERY VEIN」(아트리 베인)을 결성 ARTERY는 동맥 VEIN는 정맥을 의미하며 이마이는 VEIN(정맥)을 담당하고 있다.
- 라이브 공연에서는 「+A(플러스 에이)」라고 명명된 밴드의 연주에 의해 노래하고 있다. 이 밴드명은 「이마이 아사미의 Singer Song Gamer」의 청취자로부터의 공모와 투표로 정해졌다[6] 덧붙여 +A의 밴드 멤버에는 라이브에 참가하는 모든 팬도 포함된다고 이마이는 말한다.

### 성격·취미·기호
가수 사다 마사시·나카지마 미유키·타니야마 히로코·애니메이션 작곡가의 카지우라 유키의 열렬팬 또한 「죠죠의 기묘한 모험」의 애독자이기도 하다.
좋아하는 요리는 카레라이스 「꽃이 피는 장소」의 메이킹 영상으로 PV 촬영시에 나오게 되어 있던 저녁 식사의 카레를(촬영 전날도 카레를 먹었음에도 불구하고) 며칠이나 전부터 매우 기대하고 있어 당일은 「카레밖에 생각하지 않았었다」라고 말했다. 정말 좋아하는 음료는 커피(특히 모카의 달콤함과 씁쓸함을 좋아한다)이며, 홍차보다도 좋아한다. 한편 음식에 들어가는 미량으로도 곧바로 취할 만큼 술에 약하고 섭취한 알코올의 양이 많으면 자 버린다. 또한 취하면 폭주 캐릭터로 변모하기 때문에 스탭들은 스튜디오에서 주류를 수거한다(이 상태를 팬은 「飲ミンゴス(노밍고스)」라고 부른다).
망고 갑각류 등에 알레르기가 있다.
자동차나 자전거의 운전에는 자신없다. 자동차에 대해서는 2011년 10월에 토쿠시마 시에서 행해진 「마치아소비」의 귀로를 운전하는 모습이 소개되었다. 또한 자전거는 탈 수 없다(탈 수 있지만 운전이 불안정하고, 75%의 확률로 자동차와 부딪친다)고 THE IDOLM@STER RADIO에서 말했다.
첫사랑의 이차원 캐릭터는 《무민》 시리즈에 등장하는 스나후킨이었다고 말했다. 「BLAZBLUE」에서 츠바키 야요이 역을 연기하지만 등장인물 중에서는 「하자마가 싫다」라고 종종 「BLAZBLUE」의 공식 라디오 「블루라지」내에서 말한다.
2010년 6월 17일에 니코니코 생방송의 일단 생중계(3잔째)에 출연했을 때 자신이 니코니코 동화의 프리미엄 회원을 2년 이상 계속하고 있다고 고백했다.
깨끗한 피부를 라디오에서 공동 출연한 여성 성우들이 부러워하는 일도 많아 10세 정도 연하인 후배로부터 부러움을 받는 일도 자주 있다. 그 깨끗함은 스즈키 타츠히사가 말하기를 「맨 얼굴이 포토샵이라고 불릴 듯한 사람」이라고 할 정도. 덧붙여 화장을 하지 않고 행동하는(일선의 스튜디오로 향한다) 일이 많아, 메이크 할 때가 드물다고 한다 생일의 서프라이즈 기획으로 카메라가 들어갔을 때에도 그대로 촬영되었다. 또한 머리카락이 부드럽고 가늘기 때문에, 머리카락이 가늘게 보이는 것을 신경쓰고 있다. 오래 알고 지낸 미용사에게 육모샴푸를 소개받은 적도 있다.
매우 활동적이며 토쿠시마 현에서 개최된 이벤트 「마치아소비」에 「츠키네코」로서 참가했을 때 이동중의 차내에서 크게 떠들어대다가 도중에 파워가 끊어져 조용해졌다는 일이, 「츠키네코」의 다른 멤버로 인해 알려졌다.
자타 모두 인정하는 “여자를 좋아하는 사람”이다. 2010년 11월 3일에 도쿄 오다이바에서 행해진 여성 한정 이벤트 「아니사마 Girls Night 2010」에서 「(관객석의 여성 팬을 보고) 천국 같다」 「모두 여자라 기쁘다」라고 발언한 것 외에, 「이마이 아사미의 Singer Song Gamer」 공식 블로그의 영상 전달에서도 「여자를 좋아하는 사람으로서 세상을 흔들고 있다」라고 말했다.
이마이 자신도 물건을 자주 잃어버린다고 인정하고 있으며 텔레비전이나 라디오 등에서는 여러 가지 것(동반한 친구를 역에 방치한 적도 있다)을 잊은 에피소드가 소개된다.

### 교우
나카무라 에리코와는 사적으로도 사이가 좋고 휴대 전화의 전화번호부에는 “가족” 그룹의 「오나카무라」로 호출하기 쉽게 등록하고 있다. 라디오 등에서는 폭주하는 나카무라를 「너」라고 부르거나 「바보 아냐?!」등으로 강한 츳코미를 넣는 한편 이마이도 「PreStar」의 수록에서는 술에 취한 기세로 나카무라에게 밀착해 지근 거리에서 응시하거나 뺨에 키스를 하는 등 나카무라를 웃도는 대폭주를 했던 적이 몇차례 있다. 나카무라와는 듀오 유닛 「A.I.E.N」로서 라이브 활동 등도 하고 있어 2007년 2월 10일에 파세라 리조트 긴자점에서 A.I.E.N 첫 자주 이벤트 「이마이 아사미·나카무라 에리코의 A.I.E.N EVENT 발렌타인 감사제」를 개최했다.
2007년 5월에 생일을 맞이했을 때 타카하시 치아키가 설립한 「23세교」(이노우에 키쿠코의 「17세교」에 대항해 탄생)에, 환부(=간부)로서 강제적으로 입교 당했지만, 본인이 말하기를 「교주의 앞에서만 따른다」라며, 타카하시가 없는 곳에서 연령을 질문받으면 실제 연령을 대답한다.
「BLAZBLUE」의 공식 라디오 「블루라지」내에서는 스기타 토모카즈가 「이마진」이라는 별명으로 불렀다.

## 에피소드
「토모카즈·미키의 라디오 빅뱅」의 어시스턴트 기간 종료 후 스탭들과 뒤풀이 여행을 갔을 때, 취해서 자고 있었을 때에 물을 섞은 녹말이 들은 콘돔을 이불에 놓은, 퍼스널리티 세키 토모카즈의 장난에 정말로 화나 있었다. 후일, 당시 소속해 있던 아트비전이 프로그램에 항의했다. 그 때문인지, 아트비전의 공식 홈페이지 내에 있던 이마이의 프로필에 「토모카즈·미키의 라디오 빅뱅」의 이름이 없었다(이 일은 세키 토모카즈 본인도 라디오 내에서 웃으면서 말했다). 덧붙여 현재는 본인의 블로그에 표기되어 있다.
아이돌 마스터의 플레이어로서의 지명도는 와카바야시 나오미와 쌍벽을 이룬다. 프로듀서명은 아사밍고스P로 타카츠키 야요이를 몹시 사랑하고 아마미 하루카는 반드시 유닛에 포함시킨다. 2007년 9월 5일에 발매된 「THE IDOLM@STER MASTER ARTIST 08」에 수록된 미나세 이오리의 「두 사람의 기억」의 재생 횟수는 2000회를 넘는다고 한다 아이돌 마스터의 노래 중 하나인 「안녕! 아침밥」은 치하야 버전이 되면 스타카토가 붙은 또박또박 로봇처럼 노래하게 된다. 이것은, 원래 이마이는 귀엽게 노래했는데 NG가 나와 버려 결국 이렇게 노래하게 되었다. 또한 본인은 석연치 않았던 듯하다.
2010년 7월 5일 같은 사무소 소속의 키타무라 에리가 미국·로스앤젤레스에서 개최된 「Anime Expo 2010」에 출연했기 때문에 「키타무라 에리의 초라지!」 생방송에 늦어졌을 때에, 급거 대타 퍼스널리티로서 출연 이마이의 친구인 나카무라 에리코를 게스트로 불러 토크를 전개한다. 도중, 같은 날에 방송하는 계열 프로그램 「시모다 아사미의 초라지!Girls」의 생방송을 끝낸 지 얼마 안된 퍼스널리티·시모다 아사미 게스트 하세가와 아키코도 즉흥으로 토크에 참가했다. 4명은 전날까지 마쿠하리 멧세에서 개최된 「THE IDOLM@STER 5th ANNIVERSARY　The world is all one !!」의 라이브 이벤트에 출연했기 때문에 그 내막 이야기도 하며 프로그램을 북돋웠다. 생방송 종반 귀국한 키타무라가 무사히 도착해, 최후에는 출연자 전원 모여 생방송을 진행했다.
「THE IDOLM@STER STATION!!!」을 제88회로서 졸업하게 된 이마이를 위해 파티 기획이 개최되었다. 이 때 술이 들어간 이마이가 누마쿠라 마나미에 「쪽-할 거야!」라고 발언. 누마쿠라도 이것을 거절하지 않았기 때문에, 허를 찌른 이마이가 누마쿠라의 입술에 키스를 하는 충격적인 전개가 되었다. 니코니코동화에서 공식 전달되었을 때에는 수록 사진을 화면 상에서 공개하고 있어, 문제의 키스 씬은 입가를 가리는 수정을 하여 공개했다.
2011년 5월 15일의 생일 라이브 공연에서는 종반에 프로듀서 하마다P를 스테이지 상에 불러 「샹그리라」를 같이 부를 예정이었지만 그대로 잊고 단독으로 불렀다. 이마이 아사미의 Singer Song Gamer 제100회 생방송에서 그것을 되돌아 보고 사죄하며 「잠시 하마다씨의 짐꾼이 되었다」라고 말했다.
퍼스트 앨범 「COLOR SANCTUARY」와 세컨드 앨범 「Aroma of happiness」의 발매에 임하여 노래방 체인점 파세라 아키하바라 전자상가점과의 콜라보레이션 기획의 카페를 개최했다(통칭 「이마이 아사미 카페」 또는 「밍고스카페」). 둘 다 이마이 자신이 고안한 4종류의 오리지널 메뉴를 즐길 수 있었다(덧붙여 둘 다 카레는 메뉴에 포함된다). 모두 이마이 본인도 카페를 방문하였다.
- 「COLOR SANCTUARY Cafe」개최 기간 2010년 11월 22일 - 28일(아키하바라 파세라 전자상가점의 오픈은 11월 22일 앨범 발매일은 23일)
- 「Aroma of happiness Cafe」개최 기간 2011년 11월 30일 - 12월 5일(앨범 발매일은 30일)

「키미노조 라디오 Still I love you…」(제19회 방송분)의 「설교의 방」 코너에 타카하시의 안내로 난입해 게스트로서 등장 이마이의 팬이라고 공언하던 디렉터 사이토K를 당황하게 하였다.

## 출연작품
※굵은 글씨는 메인 캐릭터

### TV 애니메이션
2000년
- 은장기공 오디안(신월 나오, 소녀, TV 캐스터 외)

2001년
- 마호로매틱(안도 씨)
- 피규어 17 츠바사&히카루(나카지마 나나미)
- 오프사이드 (만화)(피오〈소년 시절〉, 간호사, 여자 아이 외)
- 갤럭시 엔젤(소년, 히치하이크 소년, 모니터 음성)
- 강철천사 쿠루미 2식(학생, 후배, 점원)
- 코코로 도서관(사서)
- 코믹파티(여자 아이)
- 신백설공주 전설 프리티아(에이코)
- 터치 CROSS ROAD 바람의 행방(여자 아이)
- 찬스~트라이앵글 세션~(아이)
- 파랏파랏파(아이)
- 히카루의 바둑(원생)

2002년
- 사무라이 디퍼 쿄우(시녀, 소타로)
- 바이스크로이츠 그리엔
- 아침 안개의 무녀(여자 학생)
- 왕도둑 징
- 갤럭시 엔젤 Z(아나운스)
- 저스틴 리그(캐시)
- 피타텐(켄, 남자 학생, 여자 학생, 갓난아기)
- 쁘띠프리 유시(학생)
- 프린세스 츄츄(마을 사람 C)
- 육상 방위대 마오쨩(학생)
- 이누야샤(꽃집 점원)
- 파뇨파뇨 디지캐럿(새끼 고양이)

2003년
- 카레이도 스타 새로운 날개(여성들)
- GetBackers-탈환대-(간호사)
- D.C. ~다·카포~(학생)
- 도라에몽(아이 A)
- 마법사에게 소중한 것(여자 아이 A)
- 라임색 전기담X(나오에 슈로)
- 병 속의 요정(화석부장)
- 풀 메탈 패닉 후못후 (여자 아이 C)

2004년
- 아가사·크리스티의 명탐정 포와로와 마플(웨이트레스)
- 이 추하고도 아름다운 세계(여자 A)
- 모래소년(아가씨들)
- 선생님의 시간(여자 학생 C)
- 하나우쿄 메이드대 La Verite(코마케 손님)
- 미도리의 나날(여자 학생 B)
- 폭렬천사(여학생 B)
- 피코몽 어드벤쳐 (샐리)

2005년
- 파워 피코몽 (샐리)

2008년
- 지옥소녀 3기(모모타 마사코)

2009년
- 진·연희†무쌍(곽가)
- NEEDLESS(소르바)
- 파이트 일발!충전쨩!!(브랏디·셀리카)

2010년
- 키스x시스(키류우 초저녁달)
- 해파리공주(클래스 메이트)
- 진·연희†무쌍 ~소녀대란~(곽가)
- 축복의 캄파넬라(첼시·아콧트)
- 꿈빛 파티시엘 SP(스페셜) 프로페셔널(가브리엘)

2011년
- THE IDOLM@STER(키사라기 치하야, 키사라기 유우)
- STEINS;GATE(마키세 크리스)
- 세계 제일 첫사랑(수주 담당)
- 전국☆파라다이스-극-(고바야카와 히데아키, 실사 코너 나레이션)

2012년
- 여기 저기(여자 학생)
- 사랑과 선거와 초콜릿(모리시타 미치루)
- 전국 콜렉션(카타쿠라 코쥬로)
- 피코몽 프로그레스 (샐리)
- 코프스 파티 Missing Footage (시노자키 아유미)

2013년
- 푸치마스! (치햐)
- 섬란 카구라 (이카루가)
- 신이 없는 일요일 (타냐 스웨지우드)
- 초차원게임 넵튠 (블랙하트)
- 초차원게임 넵튠 (느와르)
- BLAZBLUE - AlterMemory (츠바키 야요이)

2015년
- 나노피코! (샐리)

### OVA
1999년
- 최유기(영량, 술집 소녀)
- 초신희 단가이저 3(오퍼레이터)

2004년
- 아카네마니악스(여학생)

2007년
- 스트레이트·쟈켓(레이첼·하몬드)

2008년
- THE IDOLM@STER LIVE FOR YOU!오리지널 애니메이션 DVD(키사라기 치하야)
- 절대충격 ~PLATONIC HEART~(班目彰)※픽처 드라마

2009년
- 아키소라 선행 PV(아욱 소라)※OVA 본편에서는 키노시타 사야카로 변경
- Needless+ -성리리 학원의 비밀-(소르바)

2010년
- 달라붙은 별(카와카미 키이코)
- 안경의 그녀(이치노헤 아야)

2011년
- 축복의 캄파넬라 OVA(첼시·아콧트)

### 극장 애니메이션
2002년
- 극장판 ∀건담 I 지구광

2003년
- 이누야샤 천하패도의 검

2005년
- 극장판 해일 전쟁터 (샐리)

2011년
- 반딧불의 삼림에(가면의 아이·남동생)

2013년
- 극장판 슈타인즈 게이트 ( 마키세 크리스 )

2014년
- 극장판 THE IDOLM@STER 반짝임의 저편으로 ( 키사라기 치하야 )

### Web 애니메이션
2012년
- 코이켄! ~우리 애니메이션이 되어 버렸다!~(제노비아=L=엣지 웨어)

### 게임
2000년
- 대전 연애 시뮬레이션 트리펠즈 마법 학원
- 리모트 프레젠스(시나·비셋트)

2002년
- 젤다의 전설 바람의 택트
- 스타크래프트 (발키리)

2004년
- 그래플가이아(샤를롯테)
- 센티멘탈 프렐류드(나가세 아이코)
- 제국천 전기 PS2판(육계)
- 전생학원환창록(야마부키 나츠코, 타마요리)
- 열화의 염 ~Flame of Recca FINAL BURNING~(키리도)

2005년
- THE IDOLM@STER(키사라기 치하야)

2006년
- 전생학원달빛록(야마후키 나츠코, 미즈마 도라지과 다년초)
- 마브라브 전연령판(궁도부의 후배 1)

2007년
- THE IDOLM@STER (Xbox 360)(키사라기 치하야)
- 솔페쥬~Overture~(아마노)

2008년
- 아발론코드(실피)
- THE IDOLM@STER LIVE FOR YOU!(키사라기 치하야)
- 스칼렛 ~일상의 경계선~(PS2판)(리젯트)
- 솔페즈 ~Sweet harmony~(아마노)
- D.C.II P.S. ~다·카포 II~플러스 시추에이션(이마이 메구미, 제이미·다우닝)
- To LOVE-트러블― 두근두근! 해변의 여름 학교편(메이·넬스·아크탄)
- 완전!태고의 달인 DS 7개의 섬 대모험(메인 테마곡 「칠색 하모니」보컬)
- 룩스·페인(죠지마 릴)
- 루미너스 아크 2 윌(파티마)

2009년
- Ever17(PSP판의 OP / ED곡을 노래했다)
- 콘체르트 게이트 포르테
- THE IDOLM@STER 시리즈(키사라기 치하야)
  - THE IDOLM@STER SP 미싱 문
  - THE IDOLM@STER Dearly Stars
- STEINS;GATE(마키세 크리스)
- 솔페즈 ~La finale~(아마노)
- 뿌요뿌요 7(안도 링고)
- BLAZBLUE 관련(츠바키·야요이)
  - BLAZBLUE CALAMITY TRIGGER ※PS3판·XBOX360판·Windows판만
  - BLAZBLUE CONTINUUM SHIFT
- Million knights Vermilion(유리)
- 루미너스 아크 3 아이즈(성마녀 시비르, 파티마)

2010년
- SD 건담 캡슐 파이터 온라인(골든 타임 오퍼레이터 I)
- 크로효우 용과 같이 신쇼(치아키)
- 코프스 파티 블러드 커버 리피티드 피어(시노자키 아유미)
- 축복의 캄파넬라 Portable(첼시·아콧트)
- 태고의 달인 DS 도코톤! 요괴대결전!!(수록곡 「천요노 무용」보컬)
- 초차원 게임 넵튠(느와르 / 블랙 하트)
- 팅클☆크루세이더스-GoGo!(에미리나)
- 토토리의 아틀리에 ~알란드의 연금술사 2~(토틀리아·헬몰트)
- 스타크래프트 II: 자유의 날개 (밴시)
- 노 페이트! ~only the power of will~(무츠키, ED테마 「Aqua의 키세키」)
- burst error-EVE the 1 st(히무로 쿄코)
- 백은의 칼과 창공의 여왕(갤럭시아)
- 파스테르 차임 Continue(철가면 씨)
- 플레이밍 서머(히메다 히요리)
- BLAZBLUE CONTINUUM SHIFT II(츠바키·야요이)
- Memories Off 손가락 약속의 기억(엔딩 테마 「아주 조금의 행복」작사, 보컬)
- 복숭아색 대전 파이론 (마도베 히비키, 마사무네)
- L@ve once(토도 우츠리)
- 코이소라 (카노 카요코)

2011년
- 애프레코!AR(히라가 사오리)
- 수다 카페(여성 연상)
- 코이켄 2!!(제노비아·L·엣지 웨어)
- 코프스 파티 Book of Shadows(시노자키 아유미)
- THE IDOLM@STER 2(키사라기 치하야)
- STEINS;GATE 비익연리의 달링(마키세 크리스)
- 스이게츠 이(아모 히나타)
- 섬란 카구라 -소녀들의 진영-(이카루가)
- 초차원 게임 넵튠 mk2(느와르 / 블랙 하트)
- 나미이로(후유키 카나미)
- 백의성 연애 증후군(사카이 사유리)
- 팬텀 브레이커(마키세 크리스)
- 푸칫토★락 슈터(그레이트 푸칫토 성인)
- 뿌요뿌요!! Puyopuyo 20th anniversary(안도 링고)
- BLAZBLUE CONTINUUM SHIFT EXTEND(츠바키·야요이)
- 마계전기 디스가이아 4(에미젤)
  - 마계전기 디스가이아 4 후우카&데스코편 시작했습니다.(에미젤)
- 뮤직 강강!2(마젠다)
  - 캐릭터 테마 송 「Pull The Trigger ~마젠다의 테마~」보컬
- 라그나로크 ~빛과 어둠의 황녀~(신시아)
- 코이소라EX (카노 카요코)

2012년
- 엘크로네의 아틀리에 ~Dear for Otomate~(하이디)
- 사랑과 선거와 초콜릿 PORTABLE(모리시타 미치루)
- 신차원 게임 넵튠 V(느와르 / 블랙 하트)
- Grimm·더·바운티헌터(트루데=후르후)
- 코프스 파티 THE ANTHOLOGY 사치코의 연애 유희 Hysteric Birthday 2 U(시노자키 아유미)
- 섬란 카구라 Burst -홍련의 소녀들-(이카루가)
- 토이·워즈(나루미1호기 D(일섬), 橘風流)
- 도쿄 바벨(刳狼都)
- 백의성 연애 증후군 RE:Therapy(사카이 사유리)
- 러브@왕 참새(토도 우츠리)
- 루트 더블 -Before Crime * After Days-(토바 마시로)
- LuviniaSaga(루미나·필라멘트)

### 음악CD
- THE IDOLM@STER 관련 음반 및 라디오 CD
- STEINS;GATE 드라마 CD 및 라디오 CD

### 라디오
- THE IDOLM@STER 관련 라디오
- BLAZBLUE 관련 라디오「블루라지」
- STEINS;GATE 관련 라디오